# قائمة المنارات في ماليزيا
ماليزيا هي دولة محاطة إلى حد كبير بمسطحات مائية كبيرة، وأبرزها مضيق ملقا وبحر الصين الجنوبي، والتي تم استخدامها على نطاق واسع في النقل البحري منذ وقت مبكر من القرن الخامس عشر. تم تشييد العديد من المنارات خلال حكم ماليزيا الحالية من قبل الإمبراطورية البرتغالية والإمبراطورية الهولندية والإمبراطورية البريطانية (التي أشرفت على بناء أكبر عدد من المنارات الجديدة)، وفي وقت لاحق، حكومة ماليزيا، لتوفير الملاحة داخل وخارج الموانئ أو عبر البحار الخطرة. يقع العديد من هذه المنارات على جزر صغيرة ورؤوس.
فيما يلي قائمة بالمنارات الواقعة ضمن حدود ماليزيا.

## شبه جزيرة ماليزيا

### الساحل الشرقي
تُستخدم المنارات الواقعة على الساحل الشرقي لشبه جزيرة ماليزيا بشكل متكرر للملاحة في بحر الصين الجنوبي، فضلاً عن كونها إشارات إلى الموانئ الصغيرة على طول الساحل.
| اسم المنارة                                | خط العرض/الطول       | الدائرة الانتخابية | ولاية    |
| ------------------------------------------ | -------------------- | ------------------ | -------- |
| منارة بوكيت بوتيري                         | 5.335597،103.098369  | كوالا ترينجانو     | ترينجانو |
| منارة سي بيل روك                           | 5.910211، 102.709773 | بسوت               | ترينجانو |
| منارة تومبات (جزء من محطة السكة الحديدية ) | 6.200479، 102.167092 | تومبات             | كلنتن    |
| منارة بانتاي سينوك                         | 6.163956، 102.347382 | باتشوك             | كلنتن    |
| منارة تانجونج جيلانج                       | 3.963642، 103.436968 | كوانتان            | باهانج   |
| منارة جزيرة مونجينج                        | 1.362227، 104.298122 | بينجيرانج          | جوهور    |

### الساحل الغربي
يحتوي الساحل الغربي لشبه جزيرة ماليزيا، الذي يواجه مضيق ملقا، على تركيز كبير من المنارات التي تهدف إلى الملاحة عبر المضيق الضيق، فضلاً عن خدمة توجيه السفن إلى الموانئ الرئيسية مثل ميناء كلانج وملقا وبينانغ. تُستخدم المنارات في جوهور أيضًا لتوجيه السفن إلى المياه السنغافورية، حيث توفر نظيراتها السنغافورية الملاحة عبر الجزيرة أو إلى ميناء سنغافورة. تُعرف معظم منارات الساحل الغربي، مثل منارات سنغافورة، باسم "منارات مستوطنات المضيق" والتي سميت على اسم الأراضي التي كانت خاضعة للحكم البريطاني سابقًا والتي شملت سنغافورة وبينانغ وملقا وديندنج.
| اسم المنارة          | خط العرض/الطول        | الدائرة الانتخابية | ولاية    |
| -------------------- | --------------------- | ------------------ | -------- |
| منارة وان فاتوم بانك | 2.884233، 101         | بورت سويتنهام      | سيلانجور |
| منارة بوكيت جوجرا    | 2.835895، 101.417509  | كوالا لانجات       | سيلانجور |
| منارة كوالا لانجات   | 3.341458، 101.244975  | كوالا سيلانجور     | سيلانجور |
| منارة بولاو أنجسا    | 3.1860212، 101.217490 | كوالا سيلانجور     | سيلانجور |
| منارة بولاو كاتاك    | 4.156047، 100.619153  | لوموت              | بيراك    |
| منارة كيب رشادو      | 2.407497، 101.852200  | مسجد تاناه         | ملقا     |
| منارة ملقا           | 2.192839، 102.249578  | كوتا ملقا          | ملقا     |

### صباح
صباح، هي ولاية ماليزية تقع في جزيرة بورنيو، تواجه بحر الصين الجنوبي إلى الشمال الغربي، وبحر سولو إلى الشمال الشرقي. تُستخدم المنارات في المقام الأول لتوجيه السفن إلى الموانئ الأصغر مثل لابوان وتاواو.
| اسم المنارة             | خط العرض/الطول           | الدائرة الانتخابية | ولاية           |
| ----------------------- | ------------------------ | ------------------ | --------------- |
| منارة جزيرة كالامبونيان | 7.0521671، 116.7457880   | كودات              | صباح            |
| منارة جزيرة مانتاناني   | 6.7166787، 116.305755    | كودات              | صباح            |
| منارة جزيرة تيجا        | 5.7555724، 115.6343140   | بابار              | صباح            |
| منارة جزيرة كورامان     | 5.223852157، 115.1354535 | لابوان             | ولاية برسكوتوان |
| منارة جزيرة بابان       | 5.2529477، 115.2679977   | لابوان             | ولاية برسكوتوان |
| منارة باتو تيناجات      | 4.2299475، 117.9805426   | تاواو              | صباح            |
| منارة جزيرة بيرهالا     | 5.8699292، 118.1455287   | سانداكان           | صباح            |
| منارة تانجونج ترانج     | 5.4235944، 119.2091190   | لحد داتو           | صباح            |

### ساراواك
ساراواك، وهي ولاية ماليزية أخرى تقع على جزيرة بورنيو، تدير منارات تواجه بحر الصين الجنوبي، وتقع جميعها على الرؤوس.
| منارة                                        | خط العرض/الطول         | الدائرة الانتخابية | ولاية   |
| -------------------------------------------- | ---------------------- | ------------------ | ------- |
| منارة تانجونج بارام                          | 4.6252230، 113.9790350 | ميري               | ساراواك |
| منارة تانجونج لوبانج                         | 4.3616662، 113.9627421 | ميري               | ساراواك |
| منارة تانجونج داتو (على الحدود الإندونيسية ) | 2.0798194، 109.6441342 | لوندو              | ساراواك |
| منارة تانجونج جيريجيه                        | 2.1557579، 111.1670276 | تانجونج مانيس      | ساراواك |
| منارة تانجونج سيريك                          | 2.7967016، 111.3353540 | تانجونج مانيس      | ساراواك |
| منارة تانجونج بو                             | 1.7248309، 110.5239074 | سانتوبونج          | ساراواك |
| منارة تانجونج كيدورونج                       | 3.2745100، 113.0672334 | بينتولو            | ساراواك |